# 明通
明通（めいつう）は、中国の大理国の段素隆の時代に使用された元号。
1023年 - 1026年。
李兆洛の『紀元編』には明通天聖とあるが、李家瑞の「天聖は讚辞」の説を採用した。

## 西暦・干支との対照表
| 明通 | 元年   | 2年    | 3年    | 4年    |
| 西暦 | 1023年 | 1024年 | 1025年 | 1026年 |
| 干支 | 癸亥   | 甲子   | 乙丑   | 丙寅   |